# El ángel desnudo
El ángel desnudo es una película argentina en blanco y negro dirigida por Carlos Hugo Christensen sobre el guion, de César Tiempo, que está basado en la obra de teatro de Arthur Schnitzler La señorita Elsa (Fräulein Else, 1924). 
La película contó con Olga Zubarry, Guillermo Battaglia, Carlos Cores y Eduardo Cuitiño como actores principales, y se estrenó el 14 de noviembre de 1946.
En una encuesta de las 100 mejores películas del cine argentino llevada a cabo por el Museo del Cine Pablo Ducrós Hicken en el año 2000, la película alcanzó el puesto 35.

## Sinopsis
Para prestarle dinero a un hombre en bancarrota, un escultor pone como condición que la hermosa hija adolescente de éste pose desnuda para él.

## Reparto
- Olga Zubarry …Elsa Las Heras
- Guillermo Battaglia …Guillermo Lagos Renard
- Carlos Cores …Mario
- Eduardo Cuitiño …Gaspar Las Heras
- Agustín Orrequia …Vargas
- Fedel Despres …Diana
- Cirilo Etulain …Morales
- José de Ángelis …Prefecto
- Orestes Soriani …Presidente Sociedad Críticos de Arte
- Cecilio de Vega …Dubois

## Comentarios
La crónica de Crítica decía que la película muestra que el director 

revela su dominio del oficio y una disposición inteligente para componer escenas, ayudado por una fotografía de buenos efectos y una música que, como el diálogo, prefiere la estridencia.

Opinión de Manrupe y Portela sobre la película: 

Mórbida, sombría, con Zubarry como una Lolita avant la lettre y Battaglia más faunesco que sus sobrecargadas esculturas. Christensen a sus anchas en lo sexual, con el primer desnudo del cine argentino, dorsal y fugaz. Un buen melodrama, bien fotografiado en una primera aproximación a Río de Janeiro. Todo un clásico.